# Prescott (Oregon)
Pour les articles homonymes, voir Prescott.
Prescott est une ville du comté de Columbia en Oregon, aux États-Unis.